# Ronan et Erwan Bouroullec
Les frères Ronan (né à Quimper en 1971) et Erwan (né à Quimper en 1976) Bouroullec sont deux designers français d'origine bretonne.

## Parcours artistique
Ils sont inscrits aux Beaux-Arts de Quimper par leurs parents : « j'ai commencé à m’intéresser au design à 15 ans » précise Ronan. Par la suite, diplômé de l'École nationale supérieure des arts décoratifs, Ronan Bouroullec commence à travailler seul, puis il est rejoint en 1999 par son frère Erwan, quant à lui diplômé de l'École nationale supérieure d'arts de Cergy-Pontoise.
Les frères Bouroullec sont parmi les quelques designers français dotés d'une renommée internationale. Leur travail se situe entre mobilier et architecture. Bien qu'il n'ait jamais été commercialisé, l'objet qui les a fait connaître est le « Lit clos » en 2000, édité par la Galerie kreo. Il a été édité à douze exemplaires et est aujourd'hui exposé dans des musées. En 1997, Ronan est repéré par Cappellini, séduit par la Cuisine Désintégrée, qui lui offre alors l'opportunité de réaliser son premier projet de design industriel. C'est grâce à ce projet de lit ainsi qu'à leur « Cuisine désintégrée » que l'éditeur de design suisse Vitra s'est intéressé à leur travail.
Par la suite, ils rencontrent Rolf Felhbaum, le président de Vitra, et imaginent pour la maison d'édition un nouveau système de bureau dénommé « Joyn » et inspiré de la table paysanne chez leurs grands-parents agriculteurs dans le Finistère,. Vient ensuite pour VItra la série Alcove Sofa, pour les bureaux. Ils multiplient également leurs collaborations avec des marques telles que Artek, Alessi, Axor Hansgrohe, Cappellini, l'américain Emeco, Established & Sons, l'italien Flos, Hay, Kettal, le danois spécialiste de textiles Kvadrat (en), Kartell, Glas Italia, Ligne Roset, Magis, Iitala, Mattiazzi, Mutina, Nani marquina ou Samsung. La designer Inga Sempé est la compagne de Ronan Bouroullec, ils ont une fille ensemble.
En 2024, le duo créatif se sépare, chacun des deux frères poursuivant sa carrière indépendamment,.

## Travail
Leur parcours est ponctué de collaborations avec les plus grands éditeurs de design.
Leur travail se situe entre l’objet usuel et les réalisations scénographiques. 
« Nous avons toujours eu la sensation que le meuble pouvait aider à définir l'espace » déclare, en effet, Erwan. Ce souci se retrouve au travers de créations comme le « lit clos », sorte de cabane à dormir, ou le canapé Alcove (Vitra) dont le dossier haut permet de structurer l'espace. C'est aussi le cas de leurs parois légères qui peuvent être construites en assemblant des éléments de base : les modules Brick (Kreo) et Cloud (Cappelini) sont à la fois étagères et cloisons ; les modules Algues (Vitra) et North Tiles (Kvadrat) permettent de créer des claustras légères.

Leur goût pour la modularité et la flexibilité se retrouve dans le système de bureau Join créé pour Vitra. L'idée est de créer un espace de travail flexible permettant de s'adapter à la diversité des besoins. La solution est une grande table sur laquelle se fixent divers éléments (parois, sous-main...) afin de définir des espaces de travail.
Parallèlement, ils mènent une activité de recherche, une respiration essentielle dans le développement de leur travail, au sein de la galerie kreo, où ils exposent régulièrement.
En 2013, ils dessinent le « Lustre Gabriel », première œuvre contemporaine pérenne, commandée par le château de Versailles,.
Depuis quelques années, ils conçoivent également des projets destinés à investir l’espace public. En 2015, le Kiosque est offert à la Ville de Paris qui y développe et présente des projets sociaux et culturels. En 2017, ils installent à Miami une promenade d’une centaine de mètres, couverte par une pergola aux motifs organiques, et agrémentés de bassins d’eau et de plantations. Par la suite, un projet totalement différent mais également intitulé Kiosque est vendu à la ville de Rennes ; contestée, l’œuvre reste un échec financier pour l'agglomération,,.
En 2019, ils installent six fontaines sur le rond-point des Champs-Élysées. Composé de bronze et de cristal, l’ensemble tourne sur lui-même à un rythme très doux, proche de celui de la marche des piétons alentour, et scintille tel un luminaire en mouvement accompagné de jeux d’eau.
Lors de la présentation des nouvelles fontaines, Ronan Bouroullec a déclaré :
« Pour cette création, il fallait trouver le juste équilibre entre le monumental et la légèreté afin de se fondre dans le paysage urbain, de souligner le plus délicatement possible la perspective entre la place de la Concorde et la place de l’Étoile et de marquer avec subtilité le passage du calme des jardins à la vie trépidante de l’avenue des Champs-Élysées. Notre souhait le plus cher, avec ce projet, était de proposer, au cœur du paysage urbain, dans un lieu ouvert et populaire, une création de haute ambition tant esthétique que technique. C’est un grand bonheur d’avoir fédéré un collectif unique d’expertises et de métiers d’excellence, des ouvriers aux ingénieurs, au service d’une création qui appartient désormais à tous. »
Ayant tous trois le même galeriste, la galerie kreo, ils collaborent avec Virgil Abloh pour la collection printemps-été 2020 de Off-White.

## Réalisations marquantes
- Cuisine désintégrée, 1998, Cappellini
- Vases Combinatoires, 1998, Cappellini
- Lit Clos, 2000, Galerie Kreo
- Cloud, module, 2002, Cappellini[20]
- Joyn, Système de bureau, 2002, Vitra
- Module Algues, 2004, Vitra[21]
- Maison flottante, 2006, péniche résidence d'artistes du CNEAI, Chatou
- Alcove, canapé, 2006, Vitra
- Slow Chair, 2007, Vitra
- Steelwood, système, 2007, Magis[22]
- Vegetal, chaise, 2009, Vitra
- Clouds, système de cloison, 2009, Kvadrat
- Lighthouse, lampe, 2010, Established & Sons
- Losange, tapis, 2011, Nanimarquina
- Pico, carrelage, 2011, Mutina
- Aim, lampe, 2013, Flos
- Lustre Gabriel, installation permanente, Château de Versailles, 2013[23]
- Officina, collection, 2015, Magis
- Palissade, collection, 2015, HAY
- Serif TV, télévision, 2015, Samsung[24]
- Vases Nuage, 2015, Vitra
- Chaînes, lampes, 2016, galerie kreo[25]
- Promenade Nuage, Paseo Ponti, Miami, 2018[26]
- Élémentaire, chaise, 2018, HAY
- Alcova, vases, 2018, WonderGlass
- Fontaines du rond-point des Champs-Élysées-Marcel-Dassault, 2019[27]
- Aménagement intérieur et extérieur de la Bourse de commerce de Paris, 2021[28]

## Expositions
Plusieurs expositions monographiques leur ont été consacrées :
- Design Museum (Londres, 2002)[29]
- Museum of Contemporary Art – MOCA (Los Angeles, 2004)[30]
- La Piscine à Roubaix en 2004[31]
- Victoria & Albert Museum (Londres, 2011)
- Museum of Contemporary Art, (Chicago, 2012)[32]
- Centre national d'art et de culture Georges-Pompidou (2012)
- Musée des Arts décoratifs (Paris, 2013)[33]
- Tel Aviv Museum of Art, (Tel Aviv, 2015)[34]
- Frac Bretagne, Les Champs Libres et le Parlement de Bretagne (Rennes, 2016)
- Hong Kong Design Institute (Hong Kong, 2018)[35]

Deux expositions leur ont été consacrées en 2012: l’exposition « Album » qui présente plusieurs centaines de dessins et croquis originaux au Vitra Design Museum, et l’exposition monographique « Bivouac », au Centre Pompidou Metz, qui a été accueilli par le Museum of Contemporary Art de Chicago en 2012. 
Leurs œuvres font partie des collections permanentes des grands musées internationaux comme le MoMA ou le Centre Pompidou, le Musée des Arts Décoratifs de Paris, l'Art Institute of Chicago, ou encore le Design Museum de Londres.

## Récompenses
Ronan et Erwan Bouroullec ont reçu de nombreuses récompenses prestigieuses. Voici une liste non exhaustive :
- Grand Prix du Design de la Ville de Paris, 1998
- New Designer Award, Foire Internationale du Mobilier Contemporain, New York, 1999
- Créateur de l'année, Salon du meuble de Paris, 2003
- Prix Finn-Juhl, Danemark, 2008
- Designer de l'année, Maison et Objet, Paris, 2011
- Compasso d'Oro pour la chaise Steelwood, Milan, 2011
- Panerai London design Medal, 2014
- Designers de l’année, Wallpaper* Design Award, 2016
- Meilleurs designer, The Design Prize, Récompense officielle de la ville de Milan, 2017[40]

## Décoration
- Chevalier de la Légion d'honneur (2020). Les deux frères sont nommés chevalier de la Légion d'honneur dans la promotion du 31 décembre 2020[41]